# ベシコビッチの被覆定理
ベシコビッチの被覆定理 (ベシコビッチのひふくていり, Besicovitch covering lemma)とは、次元にのみ依存する定数によって成り立つ被覆に関する定理で、幾何学的測度論などの実解析の分野で使われる。

## 定理
{\displaystyle {\mathcal {B}}} を Rn 内の有界半径の閉球族で、その中心点の集合を A とする。このとき、次元 n にのみ依存する定数 Nが存在して、{\displaystyle {\mathcal {B}}} の互いに素になる部分集合族 {\displaystyle {\mathcal {B}}_{1},\dots ,{\mathcal {B}}_{N}} で、
{\displaystyle A\subset \bigcup _{i=1}^{N}\bigcup _{B\in {\mathcal {B}}_{i}}B.}
となるようなものが存在する。
ここでの互いに素な部分集合族 {\displaystyle {\mathcal {B}}_{1},\dots ,{\mathcal {B}}_{N}}とは部分集合族を一つとったときにその要素の集合が同じ集合族の集合と交わらないのであって、{\displaystyle {\mathcal {B}}_{1},\dots ,{\mathcal {B}}_{N}} が同じ集合を持たないといった意味ではない。
とくに次の形で表現されることもある。
Rn の部分集合 E の各点 x に対して、有界半径の開球 B(x, rx) が定まっている。このとき次元 n にのみ依存する定数 N が存在して、E を被覆する部分集合族 {B(xj, rj)} がその族において1つの球と交わる球は高々 N 個しかないようなものが存在する。N は 5n を超えない。